# Lucius Iunius Quintus Vibius Crispus
Lucius Iunius Quintus Vibius Crispus war ein römischer Senator und dreimaliger Suffektkonsul des 1. Jahrhunderts n. Chr.

## Herkunft und Familie
Crispus entstammte einer Familie des Ritterstandes, ohne bedeutende Vorfahren. Laut Tacitus kam er aus Vercelli, „niedrig und verächtlich, in Armut und beschränkten Verhältnissen, ohne Empfehlung durch Herkunft oder Vermögen.“ Crispus wurde als Quintus Vibius geboren und irgendwann vor seinem zweiten Konsulat von einem Lucius Iunius adoptiert. Sein Bruder war Vibius Secundus; falls Crispus der jüngere Bruder war, deutet dies darauf hin, dass sein Vater Lucius Vibius hieß, was auch seinen Adoptivstatus erklären könnte. Quintus Vibius Secundus, Suffektkonsul im Jahr 86, war vermutlich sein Sohn.

## Leben
Von früher Jugend an widmete sich Crispus in Rom forensischen Prozessen und dem Studium der Redekunst. Er trat möglicherweise bereits unter Tiberius in den Senat ein, war zur Zeit Kaiser Neros zweifellos Senator und galt als homo novus. Sein erstes Suffektkonsulat war wahrscheinlich im Jahr 61. Von 68 bis 71 hatte Crispus als curator aquarum die Aufsicht über die Wasserversorgung in Rom.
Im Jahr 60 nutzte Crispus seinen Einfluss im Senat, um seinen Bruder Vibius Secundus, der wegen Erpressung (repetundae) gegenüber den Mauretaniern verurteilt und aus Italien verbannt wurde, vor einer schwereren Strafe zu bewahren. Vor 69 war Vibius Crispus als Ankläger (delator) tätig und erhielt dafür Belohnungen. Er wurde beschuldigt, zusammen mit Gaius Paccius Africanus die Brüder Publius Sulpicius Scribonius Proculus und Publius Sulpicius Scribonius Rufus angeklagt zu haben.
Während des Vierkaiserjahres 69 war Crispus besonders einflussreich. Unter Kaiser Otho brachte er Annius Faustus, den delator, der vermutlich gegen seinen Bruder ausgesagt hatte, vor den Senat und erwirkte seine Verurteilung. Tacitus bemerkt, dass Crispus’ übermäßige Macht (nimia potentia) zu dieser Zeit auf Kritik stieß. Als Freund (amicus) von Kaiser Vitellius wurde er häufig zu dessen opulenten Festmählern eingeladen, musste sich jedoch einmal wegen Krankheit entschuldigen und bemerkte ironisch: „Wenn ich nicht krank geworden wäre, wäre ich sicherlich zugrunde gegangen.“ Zu Beginn des Jahres 70 war Crispus unter den Anklägern von Paccius Africanus und bedrängte diesen im Senat mit seinen Fragen. Zudem schloss er sich dem Redner und delator Titus Clodius Eprius Marcellus an, als dieser im Senat von Gaius Helvidius Priscus angegriffen wurde. Zu dieser Zeit wurde Crispus bereits als „alter Mann“ (senex) beschrieben.
Nach Vitellius’ Niederlage gewann Crispus unter Kaiser Vespasian schnell wieder an Einfluss. Zu Beginn von Vespasians Herrschaft war er Prokonsul von Africa (71/72?). Sein Legat Gaius Flavius stellte einen Rekord auf, indem er in zwei Tagen von Africa nach Ostia segelte. Um 72/73 war Crispus legatus Augusti pro praetore in Hispania citerior, wo er einen Zensus durchführte. Von März–April 74 war er zum zweiten Mal Suffektkonsul.
Unter Kaiser Domitian blieb Crispus einflussreich und wurde vermutlich im Jahr 83 ein drittes Mal Suffektkonsul. Ein Ausspruch von ihm stammt aus dieser Zeit, als er auf die Frage, ob jemand beim Kaiser sei, sarkastisch antwortete: „Nein, nicht einmal eine Fliege“ – eine Anspielung auf Domitians Angewohnheit, Fliegen zu fangen und sie mit einem spitzen Griffel aufzuspießen.
Crispus’ Reichtum war beträchtlich: Tacitus berichtet, dass Eprius Marcellus vermutlich 200 Millionen und Crispus 300 Millionen Sesterzen besaßen, durch ihre Beredsamkeit erlangt, obwohl weder Herkunft noch Vermögen ihren Aufstieg begründeten. Allerdings ist der Text nicht eindeutig, da Tacitus die Zuordnung nicht explizit klärt. Es kann daher auch umgekehrt sein, dass Marcellus die 300 und Crispus die 200 Millionen hatte. Eine Scholion zu Juvenal schreibt Crispus 200 Millionen Sesterzen zu, wobei dies möglicherweise auf Gaius Sallustius Crispus Passienus bezogen sein könnte. Martial bezeichnet ihn als „reichen Crispus“, was vermutlich auf ihn zutrifft. Sein Haus war „mit Ehren, Auszeichnungen und Reichtümern gefüllt.“ Tacitus betont, dass er durch Reichtum, Macht und Talent eher zu den Berühmten als zu den Guten zählte. und seine Sitten nicht herausragend waren. Zudem bemerkt Tacitus, dass entweder Crispus oder Eprius Marcellus ein unscheinbares Äußeres (habitu corporis foedus) hatte. Juvenal beschreibt ihn als milden Charakter, der stets im Sinne der Kaiser sprach, nie widersprach und „nie seine Arme gegen den Strom erhob oder ein Bürger war, der freie Worte des Geistes äußerte und sein Leben der Wahrheit widmete.“
Crispus starb im Alter von 83 Jahren, bevor Quintilian im Jahr 93 seine Institutiones Oratoriae veröffentlichte. Falls ein Epigramm von Martial auf ihn verweist, hatte Crispus sein Vermögen verschwendet und seine Frau mittellos zurückgelassen.